# Сарапул
Сара́пул (Сара́пуль; удм. Сарапулкар) — город в Удмуртской Республике России. В 1738 году был приписан к Осинской провинции Уфимской губернии. С 1780 года в статусе уездного города входил в состав Вятской губернии. Уездный город Пермской губернии (1921—1923). В 1937 году присоединён к Удмуртской АССР.
Сарапул третий по численности населения город республики после Ижевска и Воткинска. Центр городского округа город Сарапул.

## Этимология

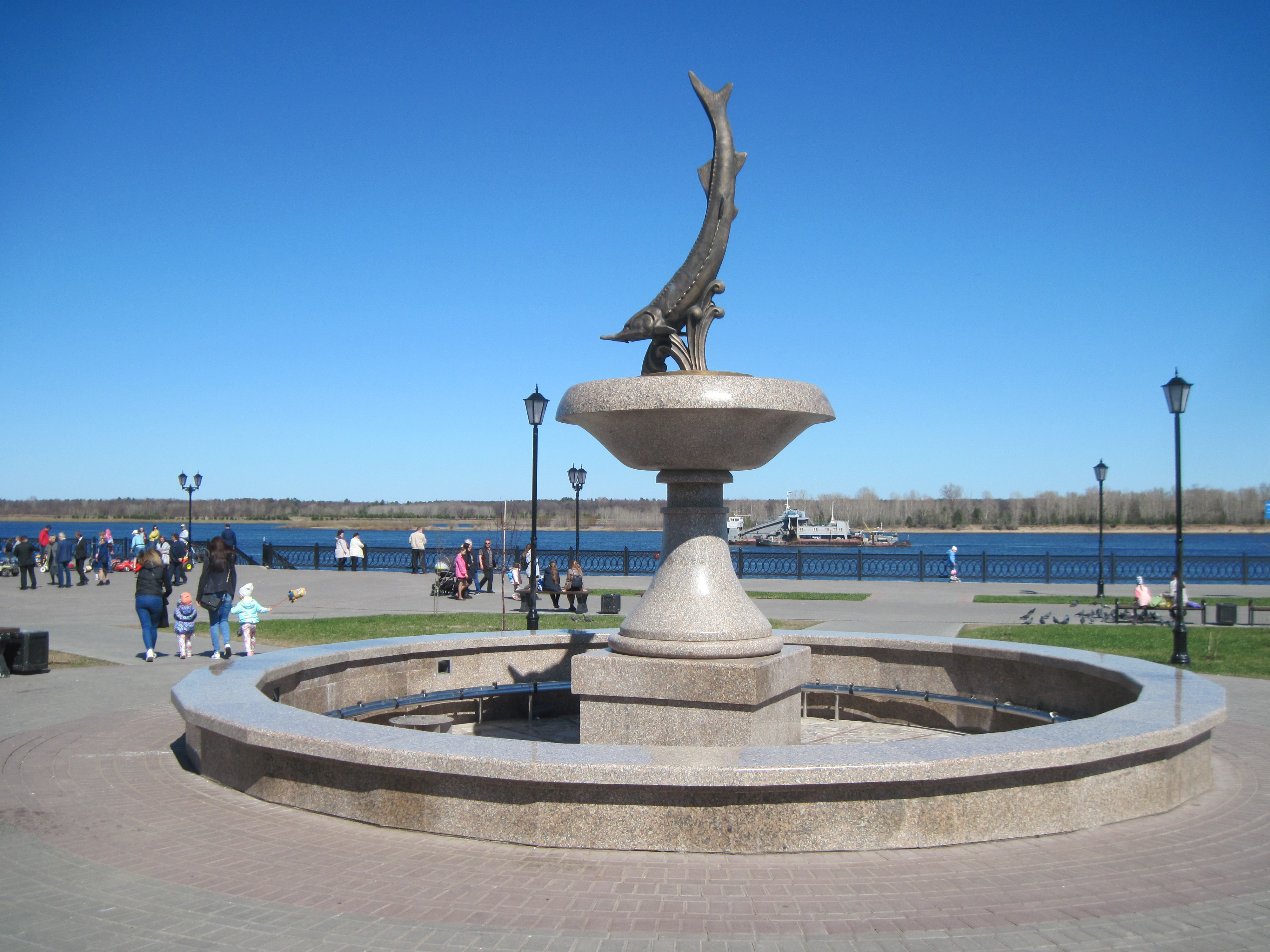
Фонтан в виде стерляди на набережной Камы в Сарапуле

Название Сарапул впервые упоминается в 1579 году в отношении местности или речки, на которой располагалось село Вознесенское (название по церкви). В переводе с чувашского сарӑ пулӑ — «стерлядь» (буквально — «жёлтая, красивая рыба»), в изобилии водившаяся в Каме на этом участке.

## История

### Древнее время
Заселение территории Сарапула началось не позднее эпохи энеолита и бронзы, во второй половине 3—2 тысячелетии до н. э., ещё в 70-х годах XX века сотрудниками Нижнекамской экспедиции были обнаружены и изучены поселения на левобережье реки Камы, расположенные напротив города, в пределах современных границ муниципального образования «Город Сарапул». На территории исторической части города в настоящее время известны поселения или находки периода раннего железного века ананьинской культуры 8—3 вв. до н. э., в основном они сосредоточены на массиве коренного берега, выходящего к реке Каме или к пойме реки Большая Сарапулка, все эти памятники известны по находкам керамики с ямочно-шнуровой орнаментацией, а также по предметам, типичным для этого периода. В период 3—5 вв. н. э. на данной территории известны городища и захоронения мазунинской культуры — городище Чупиха на северной окраине города и городище Кладовая Веретия в Ленинском парке, вблизи поймы реки Большая Сарапулка, на которой располагалось убежище для местных племён финно-угорского происхождения (предки современных удмуртов).

### Русское царство
Первые найденные сохранившиеся письменные упоминания о Сарапуле относятся к XVI веку. Самым ранним источником является писцовая книга московского сотного писца И. И. Яхонтова за 1579 год, где описано бегство крестьян из пермских земель на Сарапул. Неофициально, возможное начало истории Сарапула может относиться к XIII веку.
Впервые река Сарапулка упоминается в 1596 году. В другом источнике указано, что о Сарапуле впервые говорится в переписной книге 1596 года, что здесь «ловят рыбу», а в 1616 году он был «пригородком». В этот же год Сарапул подвергся осаде, разорению, многих жителей избили и в плен забрали, как и в других поселениях Прикамского края — Казани, Уфе, Осе, Кунгуре, Стефанов-городище и других, казанскими и уфимскими татарами, с присоединившимися к ним чувашами, марийцами, удмуртами и башкирами, которые одно время повели формальную войну «собравшись великим скопом» против Русского государства, на северо-восточной окраине Руси.
В 1621 году упоминается «село Вознесенское, что на Сарапуле». В актах XVII века местность около него всегда называлась Сарапульским уездом. Согласно легенде, в 1657 году Сарапул и окрестности были чудесным образом спасены от эпидемии чумы принесением образа Святителя Николая из села Берёзовки. Чудо послужило основанием для одного из старейших в России Сарапульского Казанского крестного хода, проводившегося ежегодно до 1918 года. С 1707 года оно становится дворцовым селом под названием Сарапулъ. Село процветало благодаря хлеботорговле и рыбной ловле. В 1708 году согласно «Указу об учреждении губерний и о росписании к ним городов» городок, построенный в Казанском дворцовом селе Сарапулъ приписан к Пензе, и вошёл в состав Казанской губернии.

### Российская империя

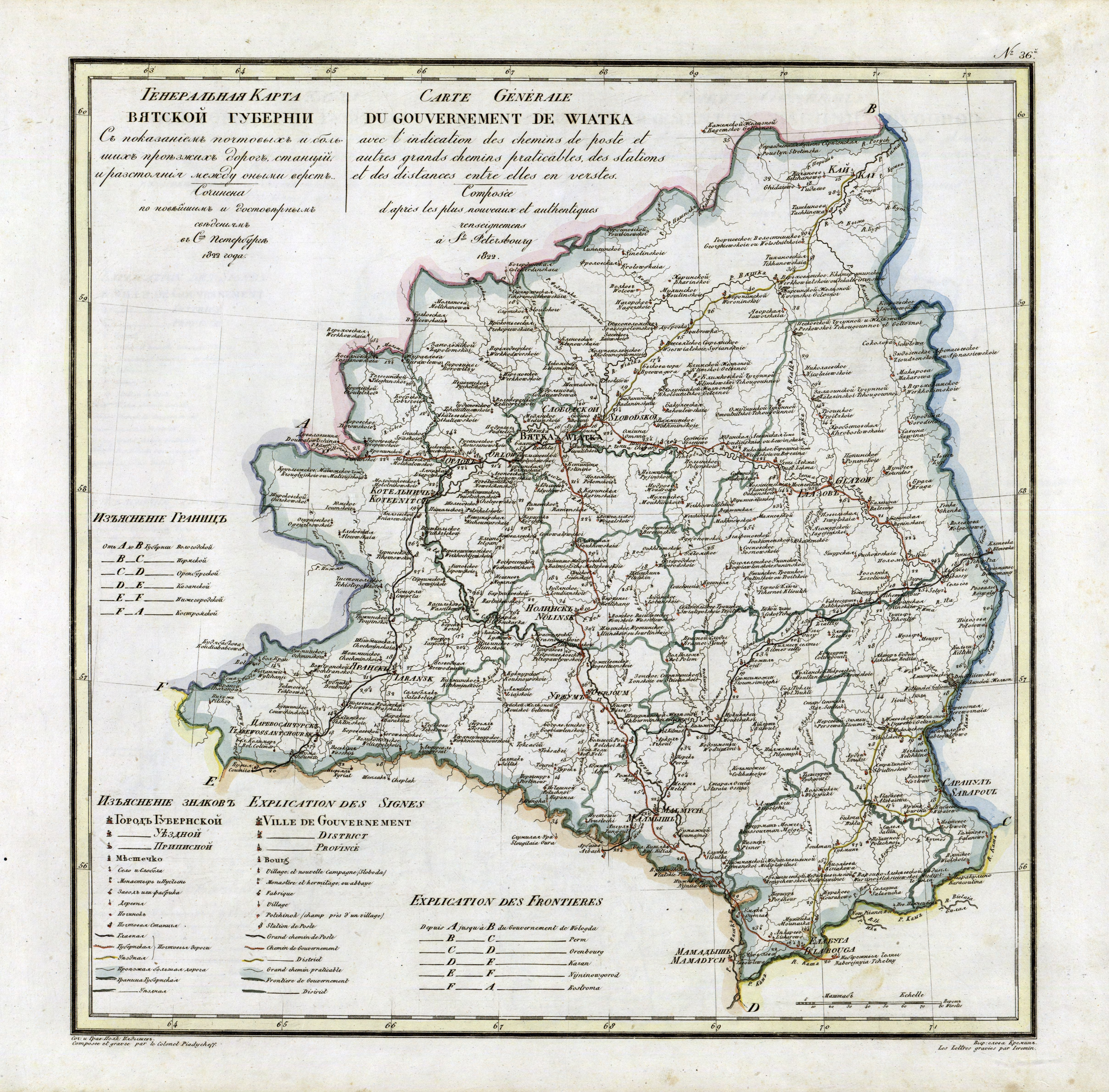
Карта Вятской Губернии (1822)

В 1738 году Сарапул был приписан к Осинской провинции Уфимской губернии и стал с тех пор значительным остановочным пунктом Арской дороги в «Сибирские земли», и назывался дворцовой слободою. В 1773 году дворцовая слобода была разорена бунтовщиками-пугачёвцами.
В 1780 году слобода получила статус уездного города, стала центром Сарапульского уезда Вятской губернии и с тех пор развивалась по генеральным планам крупных архитекторов. Во второй половине XVIII века и начале XIX века уездный город был значительным торговым пунктом в губернии. В городе было прежде два монастыря и 21 храм. Мужской Старцево-Горский Иоанно-Предтеченский монастырь был учреждён в 1900 году епископом Сарапульским Никодимом (Боковым). В этом монастыре находилась резиденция викарного епископа Сарапула. Женский Благовещенский монастырь возник как «община сестёр трудолюбия» в 1853 году, и в таком виде просуществовал до 1881 года, когда был преобразован в управляемую игуменьей монашескую обитель. При нём функционировала церковно-приходская школа. Сохранившиеся церкви: Покровская (1791), Воскресенская (1821) и Ксении Петербургской (1912). Некоторые здания возводили пленные французы после Отечественной войны 1812 года. Сарапул — родина кавалерист-девицы Надежды Дуровой, служившей в армии М. И. Кутузова.
4 марта 1889 года впервые был назначен викарий Вятской епархии (Афанасий) с местопребыванием в Сарапуле (ранее Сарапульские викарии пребывали в Вятке), что преобразовывало Сарапульское викариатство в полусамостоятельную епархию. В начале 1890-х годов Сарапул попал в орбиту всероссийского и даже мирового внимания из-за скандально известного Мултанского дела.
В конце XIX века Сарапул был одним из крупнейших центров обувной и кожевенной промышленности России. Сарапул — родина знаменитых сапог «со скрипом». Около четверти купцов занимались судоходством. Постройка крупного судна требовала значительных первоначальных вложений, поэтому судовщиками становились в основном очень зажиточные городские купцы и мещане. Благодаря стараниям сарапульских купцов, прежде всего городского головы Павла Андреевича Башенина, через город прошла железная дорога. Усилиями купцов в городе было открыто Алексеевское реальное училище.

### Советский период
Постановлением ВЦИК от 5.1.1921 в состав Пермской губернии передан Сарапульский уезд вместе с Сарапулом. С 1923 по 1934 год Сарапул входил в состав Уральской области, был центром Сарапульского округа. С 1934 по 1937 сначала входил в состав Кировского края, а после — Кировской области. В 1937 году город был присоединён к Удмуртской АССР, центр политической и экономической жизни региона переместился из Сарапула в Ижевск.

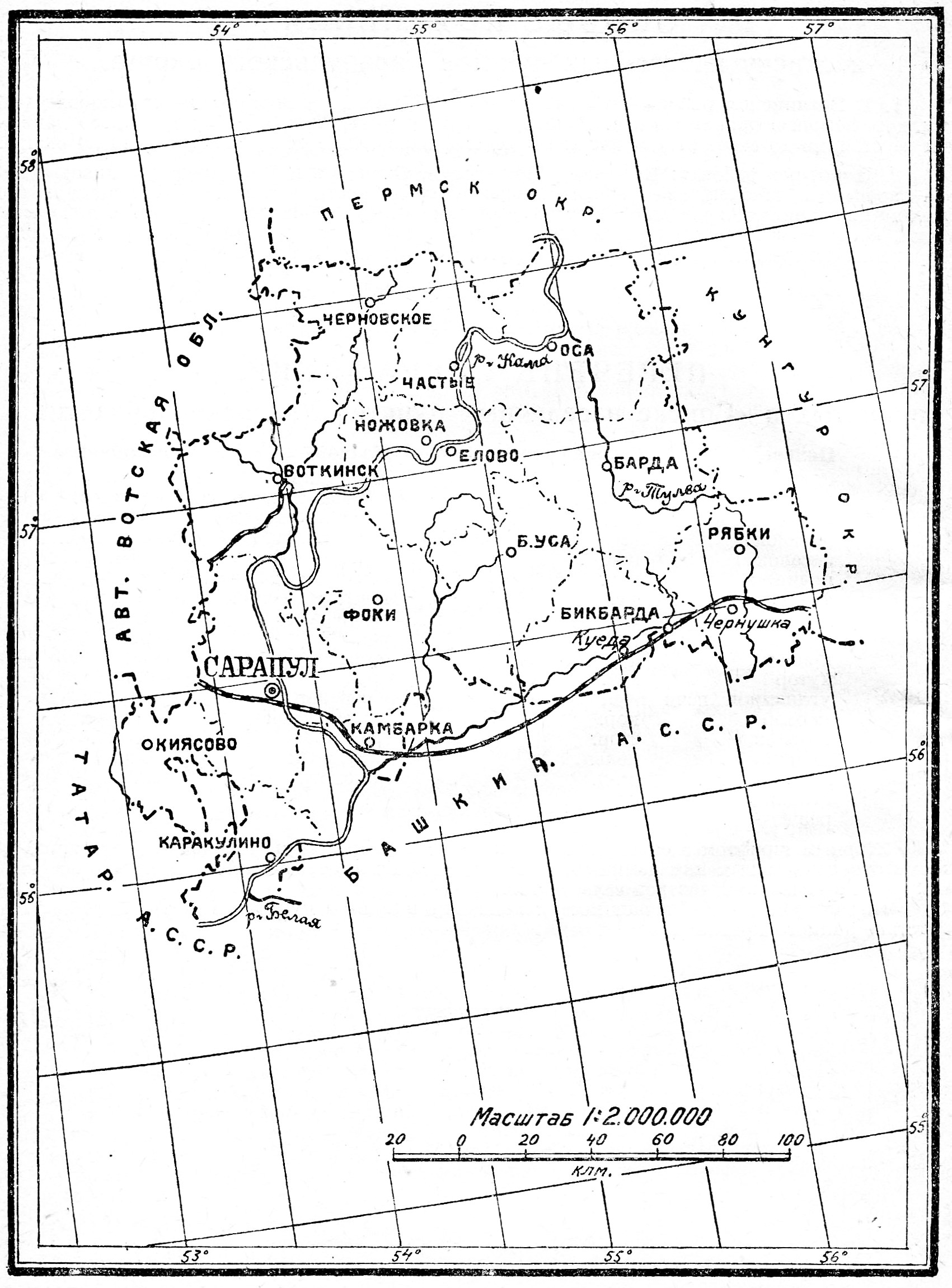
Сарапульский округ

В 1931—1937 годах в Сарапуле отбывал ссылку Степан Некрашевич, инициатор создания и первый председатель Института белорусской культуры (теперь — Национальная Академия наук Белоруссии).
Постановлением Президиума ЦИК УАССР от 22 апреля 1938 года и указом Президиума Верховного Совета РСФСР от 7 марта 1939 года Сарапул получил статус самостоятельной административной единицы республиканского подчинения.
В 1942 в Сарапуле умер находившийся в эвакуации филолог-медиевист и переводчик, разносторонний учёный Борис Ярхо. Также в Сарапуле 17 декабря 1981 года произошёл первый в истории СССР захват заложников в школе № 12. В операции по освобождению заложников были задействованы бойцы спецподразделения группы «Альфа» КГБ СССР.
В 1949 году в черту Сарапула вошёл посёлок городского типа Симониха.
В XX веке экономика Сарапула определялась несколькими крупными предприятиями машиностроения и радиоэлектроники, производившими преимущественно продукцию военного и общепромышленного назначения. Открытая в 1968 году промышленная компания «Элеконд» производит электроконденсаторы и в настоящее время.

## Климат
Климат умеренный континентальный.
Среднегодовые показатели:
- температура — +3,5 °C,
- скорость ветра — 2,9 м/с (от 2,4 м/с в июле и августе до 3,1 м/с в январе и мае),
- влажность воздуха — 75 % (от 60 % в мае до 85 % в ноябре)[18].

| Показатель                    | Янв.  | Фев.  | Март  | Апр.  | Май   | Июнь | Июль | Авг. | Сен. | Окт.  | Нояб. | Дек.  | Год   |
| ----------------------------- | ----- | ----- | ----- | ----- | ----- | ---- | ---- | ---- | ---- | ----- | ----- | ----- | ----- |
| Абсолютный максимум, °C       | 4,3   | 5,6   | 15,6  | 30,0  | 35,3  | 36,9 | 37,0 | 38,6 | 31,9 | 23,9  | 14,2  | 4,5   | 38,6  |
| Средний суточный максимум, °C | −8,4  | −7,2  | 0,2   | 10,0  | 19,6  | 23,5 | 25,5 | 22,8 | 16,5 | 7,8   | −1,3  | −7    | 9,4   |
| Средняя температура, °C       | −11,8 | −11   | −4,3  | 4,7   | 13,0  | 17,4 | 19,6 | 17,0 | 11,2 | 4,2   | −3,9  | −9,9  | 3,5   |
| Средний суточный минимум, °C  | −15,2 | −14,6 | −8    | 0,4   | 7,4   | 12,0 | 14,3 | 12,3 | 7,3  | 1,4   | −6,3  | −12,9 | −1,3  |
| Абсолютный минимум, °C        | −47,4 | −42,7 | −30,9 | −21,4 | −11,3 | −2,2 | 3,1  | 0,8  | −4,6 | −20,9 | −32,3 | −48,3 | −48,3 |
| Норма осадков, мм             | 43    | 29    | 27    | 31    | 51    | 65   | 60   | 72   | 56   | 56    | 49    | 41    | 580   |
| Источник: Погода и климат     |       |       |       |       |       |      |      |      |      |       |       |       |       |

## География
Город расположен на правом (высоком) берегу Камы, в юго-восточной части Удмуртии, в 62 км от Ижевска и в 1143 км от Москвы. Со столицей республики город соединён трассой Р322.
Как и вся Удмуртия, город находится в часовой зоне, обозначаемой по международному стандарту как Samara Time Zone (SAMT), смещение относительно UTC — +4:00.

## Население
| 1856     | 1897     | 1913     | 1920     | 1923     | 1926     | 1931     | 1939     | 1959     | 1967     | 1970     | 1973     | 1975     | 1976     | 1979     |
| -------- | -------- | -------- | -------- | -------- | -------- | -------- | -------- | -------- | -------- | -------- | -------- | -------- | -------- | -------- |
| 7700     | ↗21 398  | ↗22 200  | ↗24 311  | ↘19 928  | ↗25 000  | ↗29 600  | ↗42 000  | ↗68 741  | ↗91 000  | ↗97 020  | ↗101 000 | ↗105 000 | →105 000 | ↗106 649 |
| 1982     | 1985     | 1986     | 1987     | 1989     | 1990     | 1991     | 1992     | 1993     | 1994     | 1995     | 1996     | 1997     | 1998     | 1999     |
| ↗108 000 | ↗109 000 | →109 000 | ↗111 000 | ↘110 381 | ↗111 000 | →111 000 | →111 000 | →111 000 | ↘110 000 | ↘109 000 | ↘108 000 | →108 000 | ↘107 000 | ↘106 800 |
| 2000     | 2001     | 2002     | 2003     | 2004     | 2005     | 2007     | 2008     | 2009     | 2010     | 2011     | 2012     | 2013     | 2014     | 2015     |
| ↘105 700 | ↘104 200 | ↘103 141 | ↘103 100 | ↘102 100 | ↘101 000 | ↘99 800  | ↘99 400  | ↘98 830  | ↗101 381 | ↗101 400 | ↘100 589 | ↘100 153 | ↘99 869  | ↘99 213  |
| 2016     | 2017     | 2018     | 2019     | 2020     | 2021     | 2024     | 2025     |          |          |          |          |          |          |          |
| ↘98 569  | ↘97 910  | ↘97 305  | ↘96 361  | ↘95 355  | ↘91 115  | ↘89 442  | ↘88 388  |          |          |          |          |          |          |          |

На 1 января 2025 года по численности населения город находился на 186-м месте из 1124 городов Российской Федерации.
Национальный состав (по данным переписи 2020 года из числа указавших национальность): русские - 87,3 %, татары - 7,6 %, удмурты - 2,2 %.

## Символика
Герб Сарапула утверждён 28 мая 1781 года вместе с другими гербами Вятского наместничества.
В верхней части щита герб Вятский, в нижней части «в серебряном поле на высокой горе деревянный рубленый город, которым зданием оное место примечания достойно».
Автор герба — герольдмейстер Волков.
Ныне действующий флаг утверждён 29 мая 2008 года решением Сарапульской городской думы № 20-495.
Первый флаг города Сарапула был утверждён 21 февраля 2008 года решением Сарапульской городской думы № 5-442. Описание флага гласило:
«Флаг представляет собой прямоугольное полотнище с соотношением ширины флага и его длины 1:2. Площадь флага разделена продольно на два равных по величине поля: серебряного (верхнее) и лазурного (нижнее). Граница между полями — прямая линия. В центре флага — изображение исторического герба города Сарапула, утверждённого Указом императрицы Екатерины II»
29 мая 2008 года, решением Сарапульской городской думы № 20-495, было утверждено новое описание флага города:
«Флаг города Сарапула представляет собой прямоугольное полотнище с отношением ширины к длине 2:3, рассечённое на голубое и синее поле, с двусторонним изображением в центре флага основного элемента — герба города Сарапула. Габаритная ширина изображения основного элемента флага — исторического герба города Сарапула должна составлять 1/3 части для полотнища».

## Административное деление
Город разделён на микрорайоны: ПМК, Гудок, Гудок-2, Учхоз, Старцевая гора, Центр, УППВОС, Дачная, Песьянка, Рынок, Поворот, Обувная фабрика, ж/д Вокзал, Южный посёлок, Западный посёлок, Дубровка, Дубровка-2, Элеконд, Элеконд-2, Новосельский, Янтарный, КХП, Радужный, Птицефабрика, Крупозавод, Котово.

## Экономика

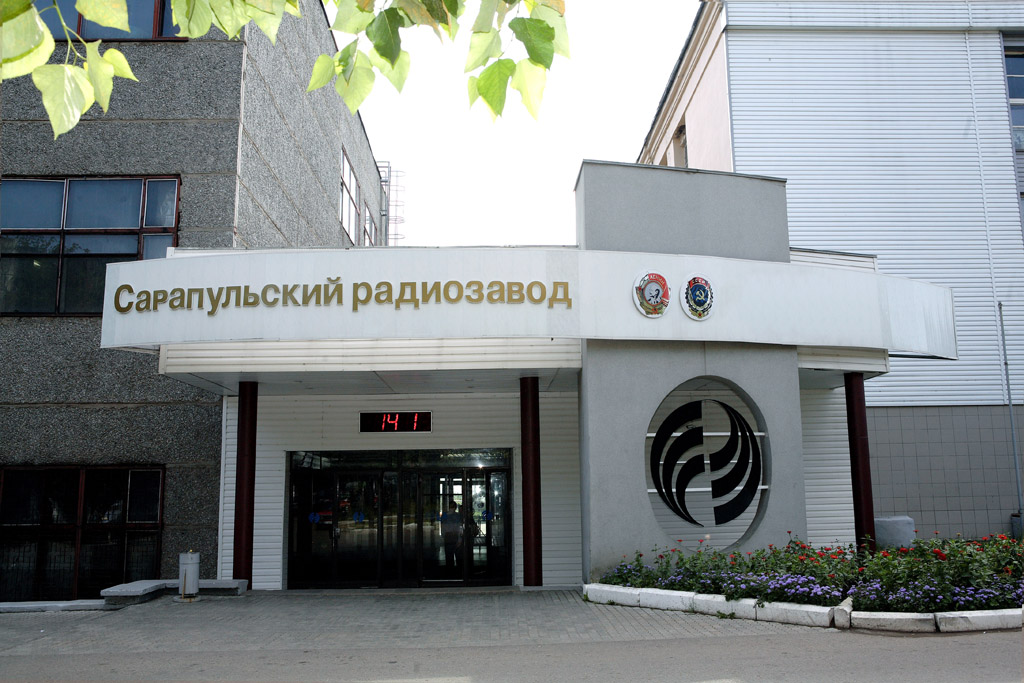
Проходная ОАО «Сарапульский радиозавод» с улицы Первомайской

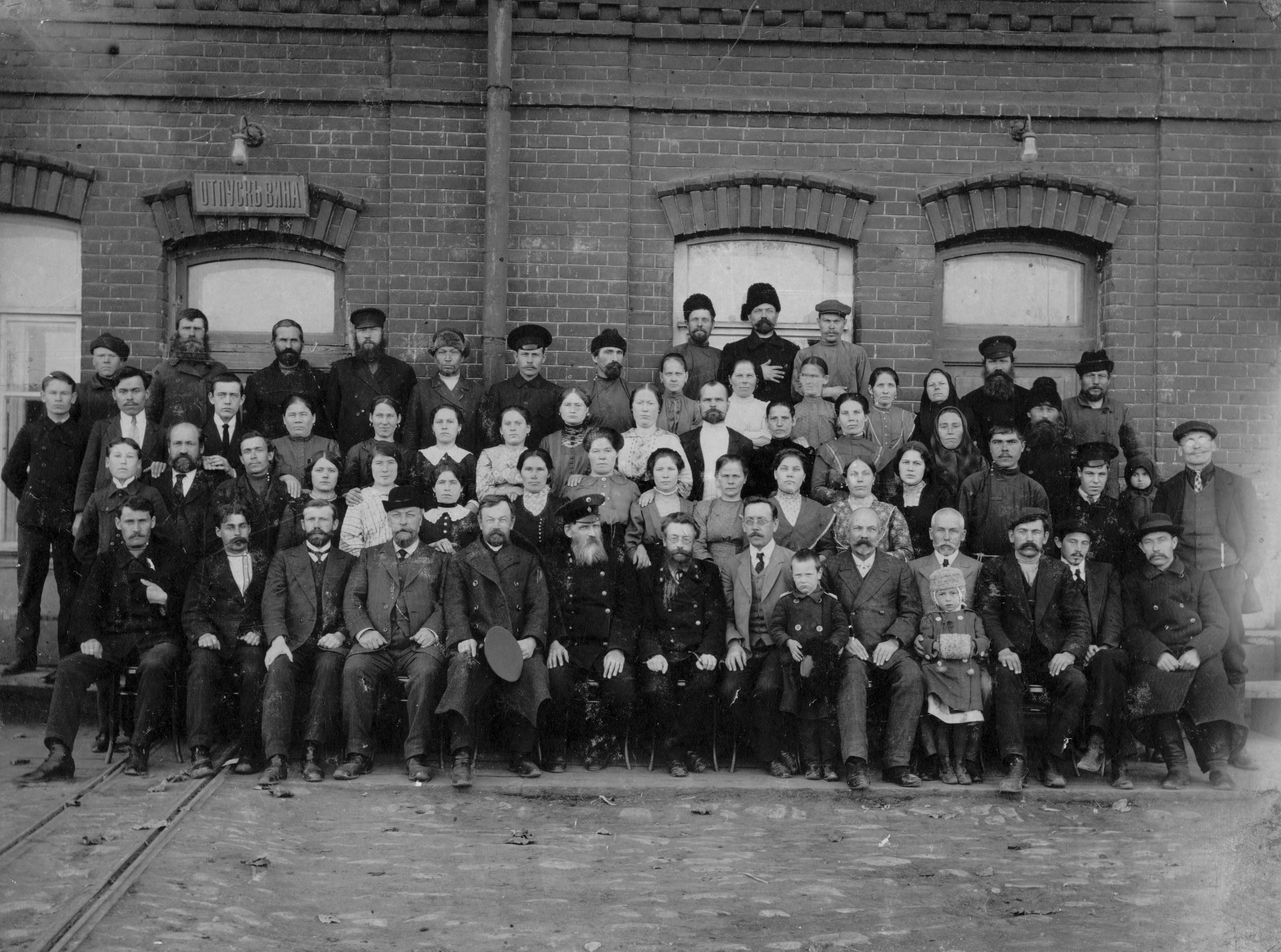
Коллектив Сарапульского ликёро-водочного завода в XIX веке

Сарапул является значительным промышленным центром Удмуртии. Основу экономической базы составляет многоотраслевая промышленность, в которой работает 60 % всего экономически активного населения города. Индустриальную жизнь города определяют предприятия машиностроительного комплекса, на которых работает 60 % всего занятого в промышленности населения. Объём обрабатывающего производства составил 8844 млн руб. На высоком уровне развита пищевая промышленность (31 %), здесь действует один из крупнейших в стране комбинат хлебопродуктов. Продукция местной пищевой промышленности оценена не только жителями города и района, но и всеми жителями республики и близлежащих регионов. С успехом в торговом доме «Удмуртия» в Москве продаются местные изделия. По-прежнему в городе развиты кожевенная, обувная и деревообрабатывающие отрасли. В Сарапуле зарегистрировано 350 мелких предприятий и 4 тысячи индивидуальных предпринимателей, функционирует более 1 тысячи объектов торговли, общественного питания и сферы бытовых услуг. Жилищно-коммунальный комплекс включает около 40 муниципальных предприятий.
Со всех сторон к городу подходят высокопроизводительные сельскохозяйственные земли, которые местами чередуются с лесами. Предуралье, где расположен Сарапул, отличается благоприятным климатом и другими условиями, которые благоприятствуют развитию сельского хозяйства, а именно тех отраслей, которые обеспечивают продуктами питания город — молочное животноводство, свиноводство, овощеводство и другие огородные и полевые культуры.
По состоянию на 1 января 2022 года средняя заработная плата по городу составила 39 296,6 рублей. В городе функционируют 9 банков: ОАО «АК Барс», ПАО «БыстроБанк», ПАО «Датабанк», ОАО «Россельхозбанк», ПАО «Сбербанк России», ОАО «Уралсиб», ПАО «ВТБ», АО «Почта Банк», ПАО «Промсвязьбанк».
Город имеет 3 пожарных депо на 16 машин.
В 2021 году объём отгруженных товаров с обрабатывающих производств (по крупным и средним организациям) составил 32,7 млрд руб.
Среди основных промышленных предприятий города:
- Сарапульский электрогенераторный завод — разработка и производство авиационного электрооборудования;
- Сарапульский радиозавод — производство радиоаппаратуры,
- «Элеконд» — электроинструменты, алюминиевые оксидно-электролитические, танталовые и ниобиевые конденсаторы,
- Сарапульский ликёро-водочный завод — одно из главных достоинств завода — собственная лаборатория, где разрабатываются уникальные рецепты ликероводочных изделий,
- производственная площадка «Сарапул-молоко» АО «МИЛКОМ»- единственное производство в Удмуртии, оснащенное современными линиями Tetra Pak для выпуска ультрапастеризованного молока,
- Сарапульский мясокомбинат ООО «Восточный» — предприятие с полным технологическим циклом от воспроизводства до убоя и переработки мяса,
- ООО «Сарапульский комбинат хлебопродуктов» — одно из ведущих предприятий пищевой и перерабатывающей промышленности УР, выпускает муку самого высокого качества не только для хлебопечения, но и для производства макарон, пельменей, кондитерских изделий;
- ООО «Сарапульский хлебокомбинат» обеспечивает широким ассортиментом хлебобулочных и кондитерских изделий Удмуртию, Башкортостан, Татарстан, Пермский край;
- ООО «Сарапульская кондитерская фабрика» — единственная в Удмуртской Республике кондитерская фабрика;
- ЗАО «Сарапульский дрожжепивзавод» производит шесть сортов пива.

В составе городского округа Сарапул с 2017 года организована территория опережающего социально-экономического развития «Сарапул» на которой действует особый правовой режим предпринимательской деятельности.

## Религия
25 декабря 2013 года решением Священного Синода Русской православной церкви возрождена Сарапульская епархия.
Город имеет 8 действующих православных храмов:
- Покровский кафедральный собор 1788 года,
- Воскресенская церковь, построенная в 1817 году,
- церковь Ксении Петербургской, расположенная в помещении Свято-Никольской (Австрийской) церкви, построенная в 1912 году,
- церковь Святителя и Чудотворца Николая, архиепископа Мир Ликийских 2005 года,
- церковь Серафима Саровского, освящена 6 октября 2013 года,
- церковь иконы Божией Матери «Скоропослушница», освящена 5 ноября 2016 года,
- церковь иконы Божией Матери «Живоносный источник», освящена 12 апреля 2018 года,
- церковь Новомучеников и исповедников Церкви Русской, освящена 24 апреля 2018 года.

И два тюремных храма:
- церковь Серафима Саровского при ФКУ ИК-5 УФСИН России на территории бывшего Иоанно-Предтеченского мужского Старцевогорского монастыря,
- церковь святой великомученицы Анастасии Узорешительницы, при ФКУ ИК-12 УФСИН, освящена 2 июня 2016 года,

При храме иконы Божией Матери «Скоропослушница» функционирует женская монашеская община. На епархиальном совете Сарапульской епархии 10 марта 2015 года было принято решение о восстановлении женского Благовещенского монастыря. В качестве послушания это было поручено монахине Ангелине (Лихачёвой).
После революции в Сарапуле были закрыты два монастыря: мужской — Иоанно-Предтеченский, женский — Благовещенский, духовное училище и 20 из 21 храмов:
- Алексеевская церковь (1883) при Алексеевском реальном училище,
- Благовещенский собор (1881) в Сарапульском женском Благовещенском общежительном монастыре,
- Владимирская часовня (1895),
- Вознесенский собор (1579; 1765—1802),
- Георгиевская церковь (1841),
- Иоанно-Предтеченский собор (1894) в Сарапульском Старцевогорском Иоанно-Предтеченском монастыре,
- Николаевская церковь (1897) при духовном училище,
- Никольская Единоверческая церковь (1848),
- Никольская часовня при Покровской церкви (1903),
- Петропавловская церковь (1822),
- Покровская церковь (1792) реконструирована в конце XX века, после реставрации 2012 года и восстановления епархиального статуса Сарапула — Покровский кафедральный собор,
- Свято-Никольская (Австрийская) церковь (1912),
- Свято-Троицкая церковь (до 1780—1861),
- Успенская Крестовоздвиженская церковь в Архиерейском доме (1889),
- Церковь Божьей Матери Всех Скорбящих Радость (1892),
- Церковь Двенадцати Апостолов (1900),
- Церковь Святого благоверного князя Александра Невского (1868) при тюремном замке,
- Церковь Святой Анны Пророчицы (1913) при приюте Н. В. Смагина,
- Церковь Святой мученицы Александры (1899) в Сарапульском женском Благовещенском общежительном монастыре,
- Церковь Рождества Пресвятой Богородицы (1911) в Сарапульском Старцевогорском Иоанно-Предтеченском монастыре.

Также были закрыты мечеть (1909) и синагога (1915).
В 2009 году была восстановлена традиция Сарапульского Казанского крестного хода.

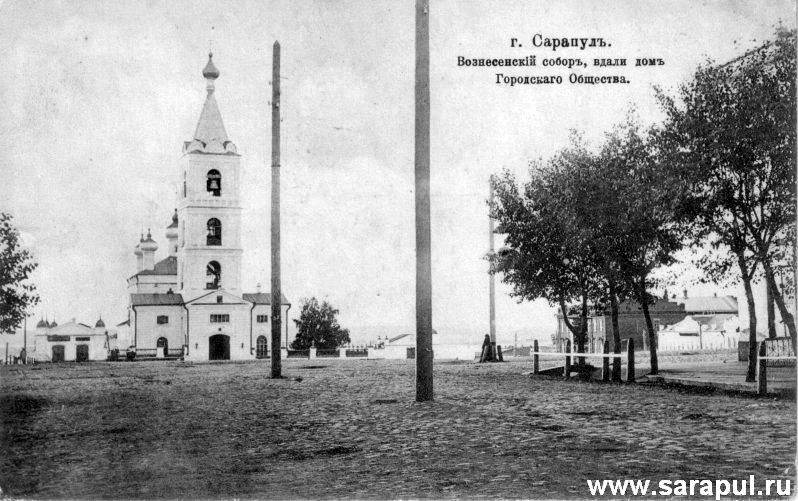
Вознесенский собор
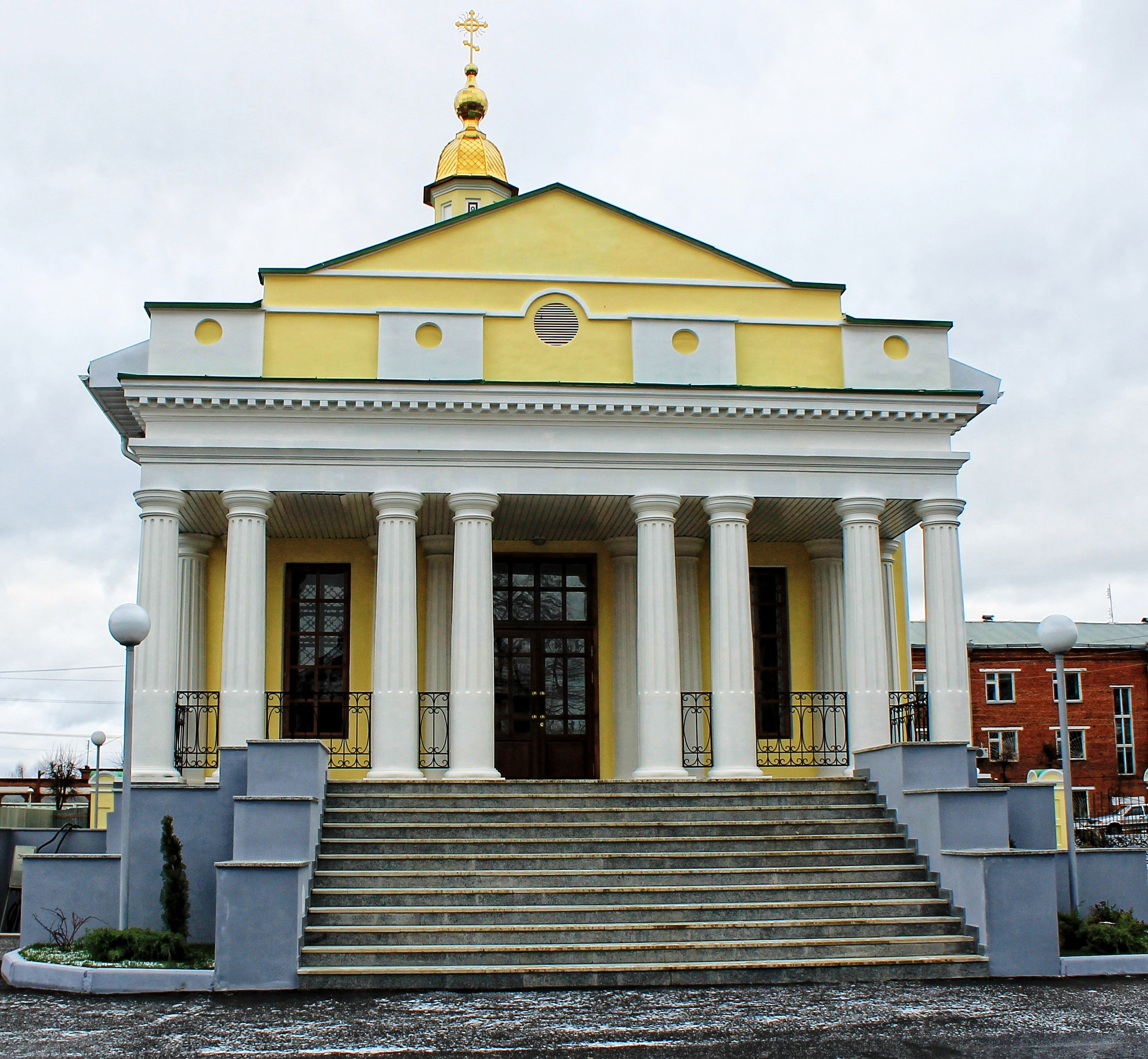
Покровская церковь на углу улиц Труда и Интернациональной
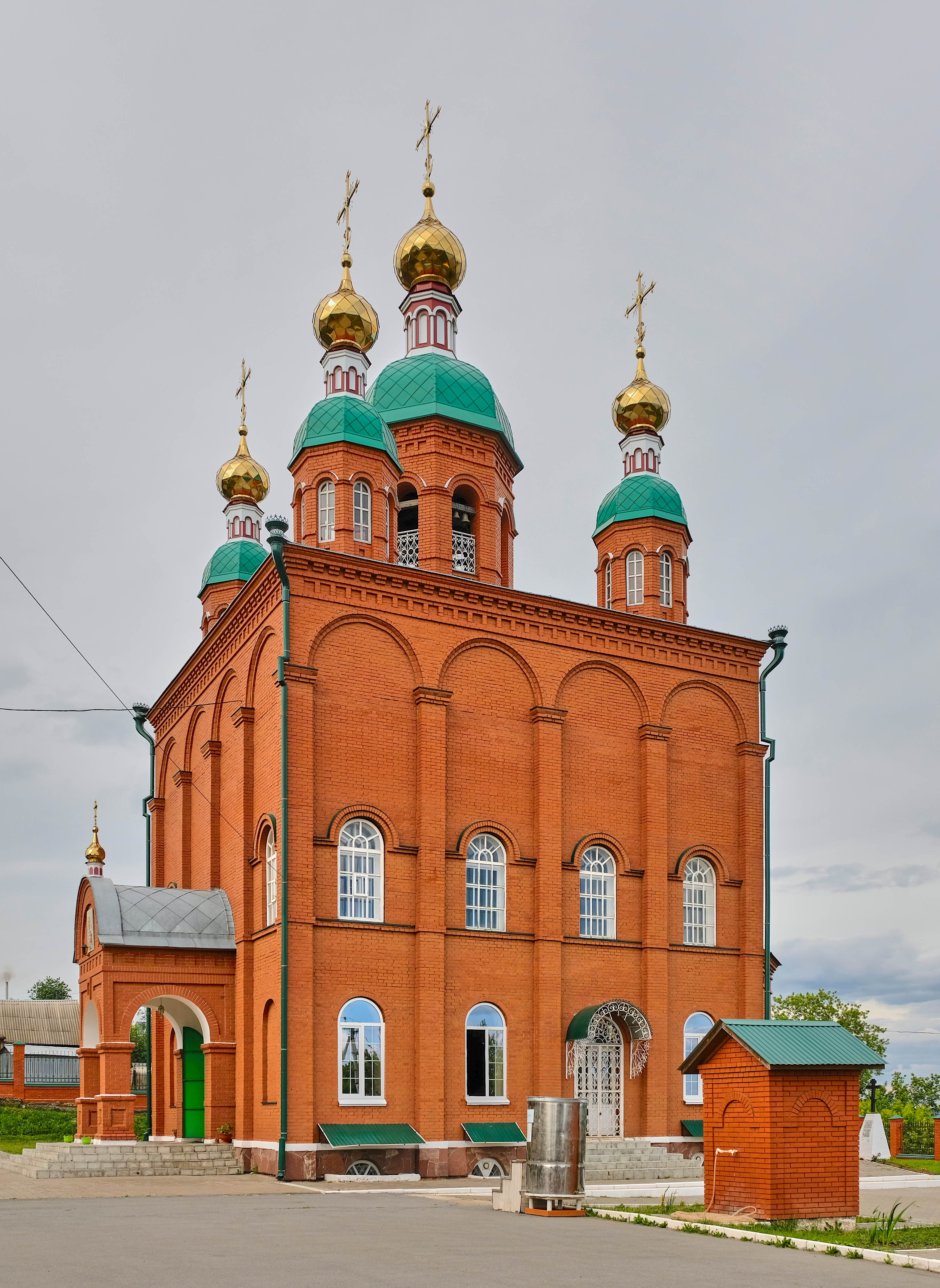
Храм Святителя Николая Чудотворца (ул. Раскольникова, 83а)
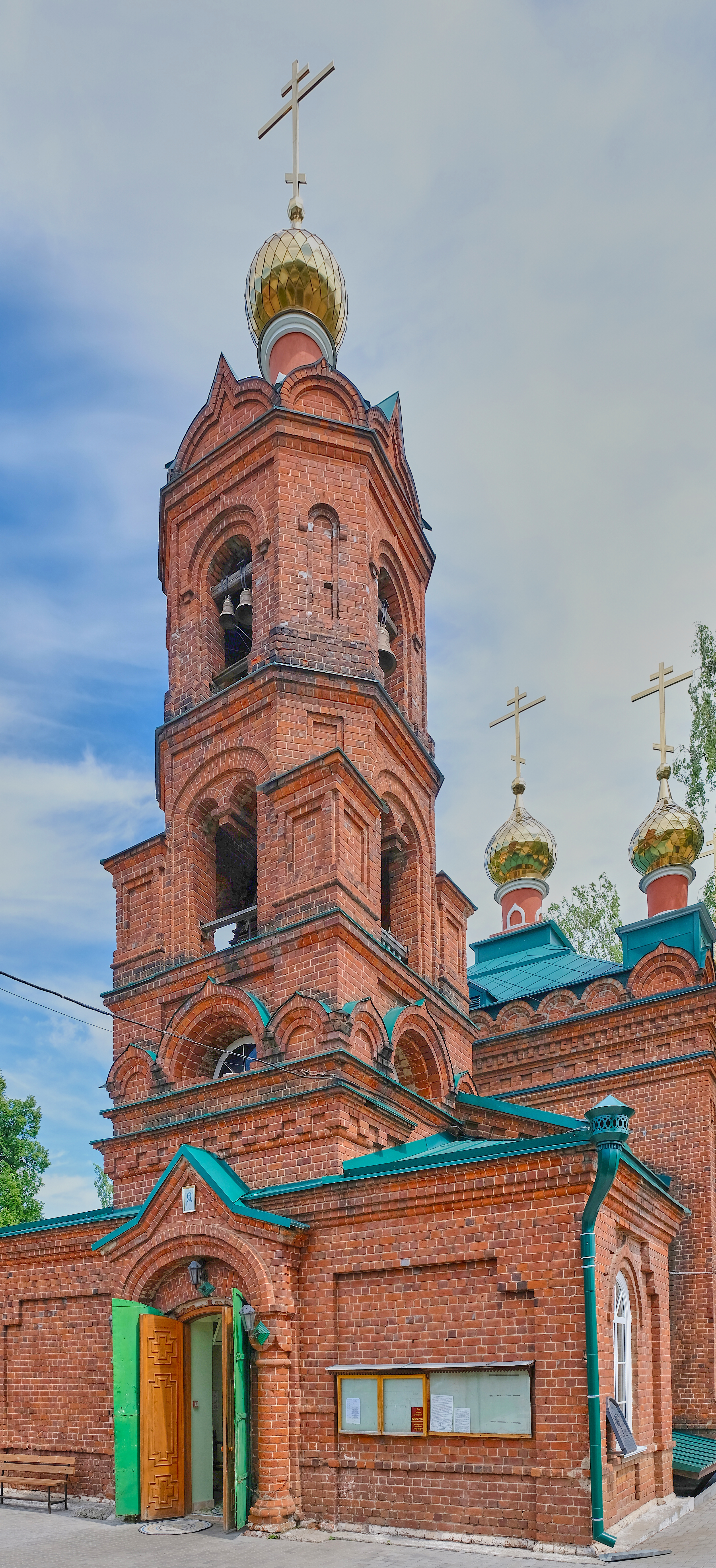
Храм Святой Блаженной Ксении Петербургской (ул. Горького, 74)

## Образование
Образование в городе представлено дошкольными, школьными и внешкольными учреждениями, работают также центры творчества и несколько вузов. Работают 32 детских сада. Среди школ следует выделить общеобразовательные — их 11, а также 2 лицея, 2 начальные школы, 2 специальные (коррекционные) школы, лингвистическая гимназия и прогимназия, школа-интернат для слабослышащих детей и санаторная школа-интернат, вечерняя школа. Для сирот действует детский дом. Из внешкольных учреждений следует выделить экологический центр, детско-юношеский центр, школу юных моряков «Норд», Детский парк, ДШИ № 1, 2 (музыкальные), 3 (художественная) и Центр детского технического творчества. Спортивной жизнью детей занимаются 5 ДЮСШ (№ 1, «Теннис», «Энергия», «Сокол» и «Сарапул»).
Среднее специальное образование предоставляют: Сарапульский техникум пищевой промышленности, Сарапульский техникум машиностроения и информационных технологий, медицинский и педагогический колледжи, Сарапульский колледж для инвалидов и 2 ПТУ. Высшее образование в городе можно получить в Сарапульском политехническом институте, который является филиалом Ижевского государственного технического университета. Среди представительств других вузов страны в городе действуют: филиал Института социальных и гуманитарных знаний, Ижевской государственной сельскохозяйственной академии, Евразийского открытого института, Камского института гуманитарных и инженерных технологий, Московского государственного университета технологий и управления, Московской государственной технологической академии и Московского государственного университета экономики, статистики и информатики, отдел Института гражданской защиты и пожарной безопасности Удмуртской Республики.

### Дошкольное образование
1. Детский сад № 1,
2. Детский сад № 2,
3. Детский сад № 3,
4. Детский сад № 4,
5. Детский сад № 7,
6. Детский сад № 8,
7. Детский сад № 9,
8. Детский сад № 10,
9. Детский сад № 11,
10. Детский сад № 12 - садик для псих-больных,
11. Детский сад № 13,
12. Детский сад № 14,
13. Детский сад № 15,
14. Детский сад № 16,
15. Детский сад № 17,
16. Детский сад № 19,
17. Детский сад № 20,
18. Детский сад № 21,
19. Детский сад № 22,
20. Детский сад № 24,
21. Детский сад № 26,
22. Детский сад № 27,
23. Детский сад № 30,
24. Детский сад № 32,
25. Детский сад № 33,
26. Детский сад № 34,
27. Детский сад № 35,
28. Детский сад № 37 «Ручеёк»,
29. Детский сад № 40,
30. Детский сад № 41 «Берёзка»,
31. Детский сад № 42 «Ветерок»,
32. Детский сад № 43,
33. Детский сад № 46,

### Среднее образование
- Вечерняя (сменная) общеобразовательная школа № 1,
- Средняя общеобразовательная школа № 1,
- Средняя общеобразовательная школа № 2,
- Специальная (коррекционная) общеобразовательная школа VIII вида № 4,
- Специальная (коррекционная) общеобразовательная школа VIII вида № 5,
- Средняя общеобразовательная школа № 7,
- Начальная общеобразовательная школа № 8,
- Начальная общеобразовательная школа № 9,
- Прогимназия № 10,
- Средняя общеобразовательная школа № 12 имени Л. А. Лапина,
- Средняя общеобразовательная школа № 13 имени А. Л. Широких,
- Средняя общеобразовательная школа № 15,
- Средняя общеобразовательная школа № 17,
- Лицей № 18,
- Лингвистическая гимназия № 20 имени Л. Л. Верховцевой,
- Средняя общеобразовательная школа № 21,
- Средняя общеобразовательная школа № 23,
- Средняя общеобразовательная школа № 24,
- Средняя общеобразовательная школа № 25,
- Лицей № 26.
- Средняя общеобразовательная школа-интернат № 19

### Дополнительное образование
- Детская школа искусств № 1 имени Г. А. Бобровского
- Детская школа искусств № 2
- Детская школа искусств № 3. Открыта в 1973 году как Сарапульская художественная школа[59].
- Детский морской центр «Норд» имени вице-адмирала В. Г. Старикова
- Детско-юношеская спортивная школа
- Детско-юношеский центр
- Центр детского (юношеского) технического творчества

### Среднее специальное образование
- Индустриальный техникум
- Колледж для инвалидов. Открыт в 1943 году как школа-интернат для инвалидов, позднее - училище-интернат для инвалидов, с 1996 года - колледж[59].
- Колледж социально-педагогических технологий и сервиса
- Техникум машиностроения и информационных технологий
- Профессиональное образовательное учреждение № 150 ФСИН

### Высшее образование
- Филиал Ижевского государственного технического университета имени М. Т. Калашникова

## Инфраструктура
- Приволжский окружной медицинский центр ФМБА
- Городская больница
- Оздоровительный центр «Сокол»
- Районный санаторий для детей «Рябинушка»
- Дворец культуры радиозавода
- Дворец культуры «Электрон» — Центр возрождения и развития национальных культур
- Дом культуры «Заря»
- Молодёжный центр
- Историко-архитектурный и художественный музей-заповедник
- Драматический театр
- Горсад им. А. С. Пушкина

## Экологическое состояние

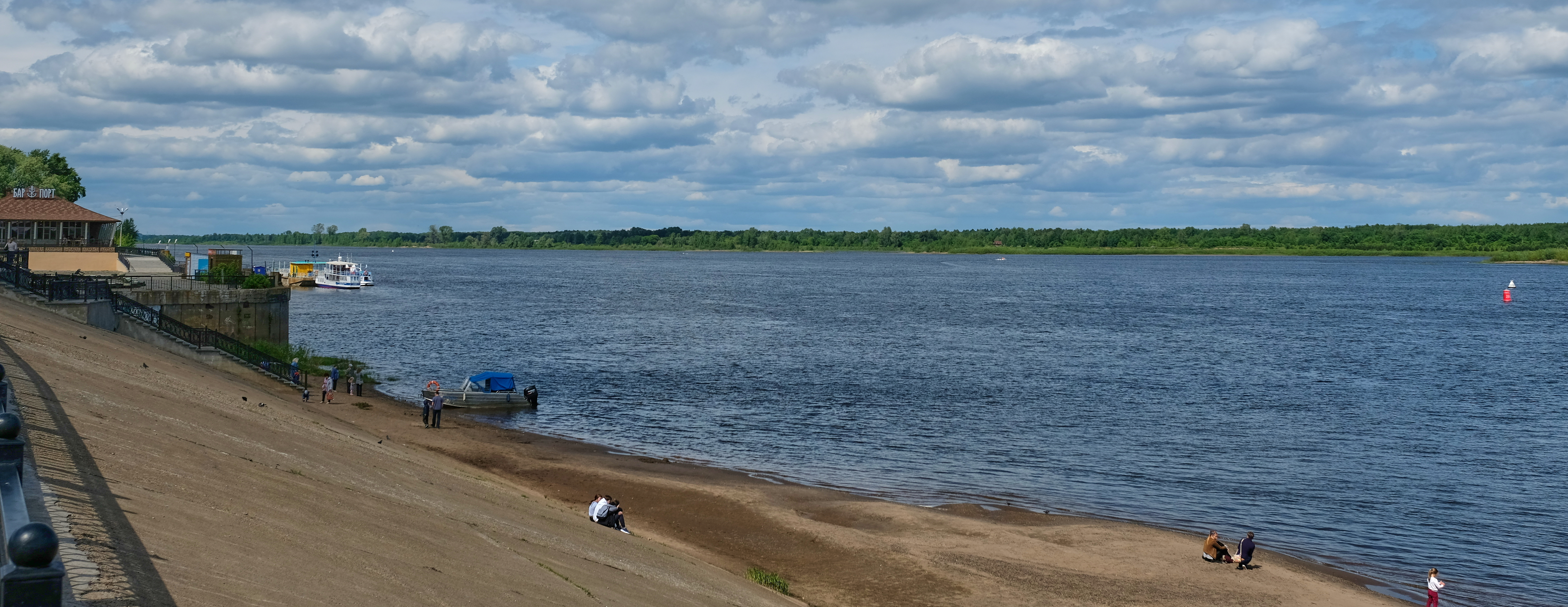
Кама в Сарапуле

Основными источниками загрязнения атмосферного воздуха в городе являются предприятия коммунального хозяйства — 43,9 %, предприятия машиностроения и металлообработки — 20,9 % и предприятия пищевой промышленности — около 10 %. По показателям загрязнения воздуха Сарапул является более чистым, чем Ижевск и Глазов. Радиационное и электромагнитное состояние в пределах нормы. Достаточно негативное положение складывается с водоёмами, особенно реками Большая Сарапулка и Кама. Вода реки Камы относится к III степени загрязнения (по 7-балльной шкале). Основными источники загрязнения воды являются мясокомбинат, птицефабрика, радиозавод и кожевенный комбинат. Главными локальными загрязнителями подземных вод является свалки бытовых и твёрдых отходов на юге и западе города.

## Транспорт

### Железнодорожный транспорт

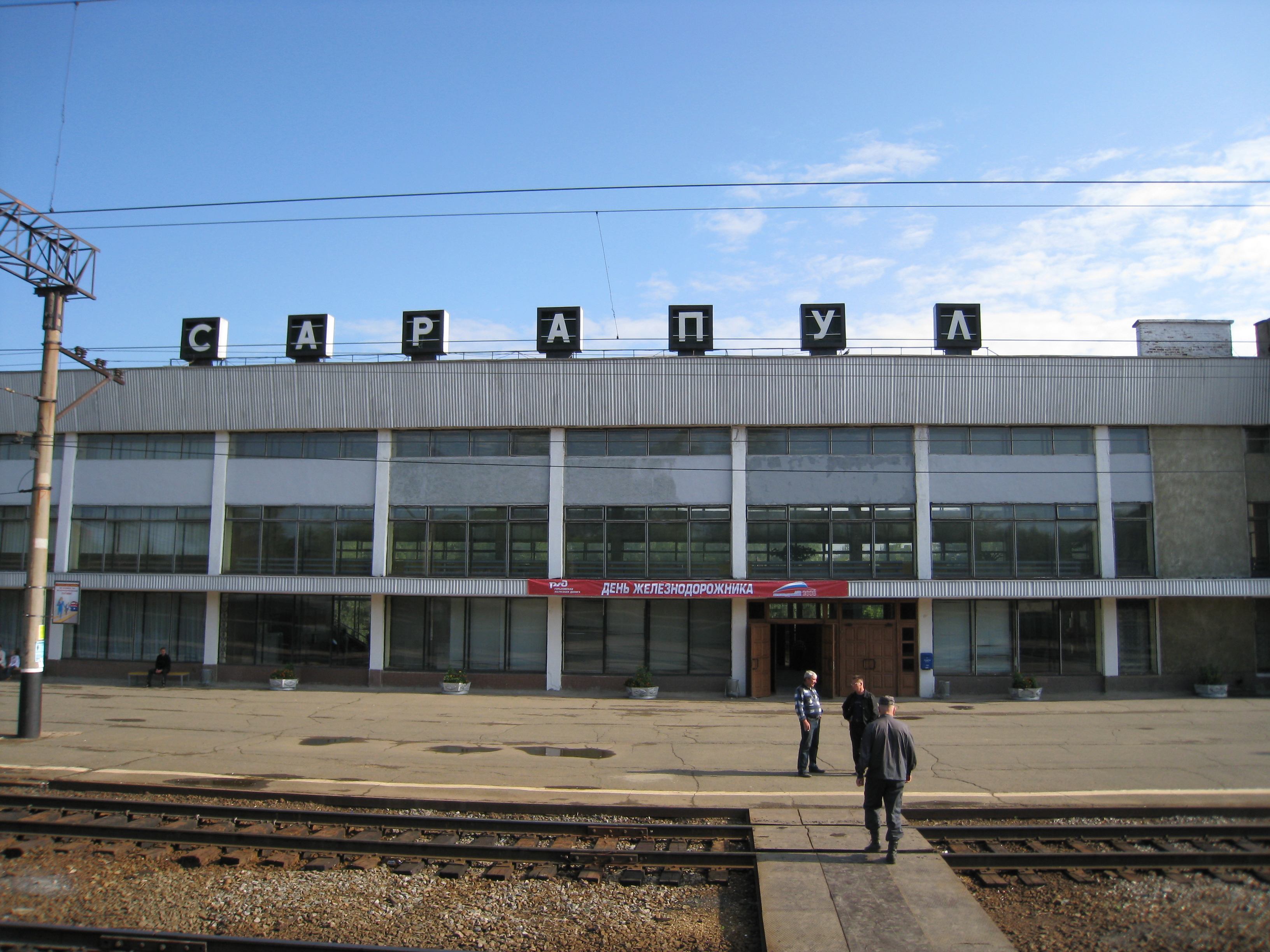
Железнодорожный вокзал г. Сарапула

В пределах города располагается железнодорожный вокзал Сарапул. Железнодорожная станция относится к Ижевскому региону Горьковской железной дороги.

### Городской транспорт
Внутригородские пассажирские перевозки обслуживаются автобусами и такси. Автобусное движение было открыто в городе в 1930 году. По состоянию на 2018 год в Сарапуле действуют 18 автобусных маршрутов, на которых работают 7 компаний-перевозчиков.

## Культура
Сфера культуры города представлена муниципальными учреждениями, среди которых: централизованная библиотечная система (8 библиотек), 3 учреждения клубного типа, 3 детские школы искусств, драматический театр, музей-заповедник, объединение парков «Горсад имени А. С. Пушкина». В Сарапуле также действуют музеи, созданные при различных учреждениях и предприятиях города.
- Центральная городская библиотека имени Н. К. Крупской. До 1 января 1971 года городская библиотека № 1[63].
- Сарапульский историко-архитектурный и художественный музей-заповедник был учреждён в 1909 году по инициативе общественности, при поддержке земской Управы. Инициаторы создания музея, в числе которых учёный-энтомолог Л. К. Круликовский, этнограф и журналист Н. Е. Ончуков, этнограф и писатель Н. Н. Блинов собрали уникальные предметы, положившие начало многим коллекциям музея. Для изучения археологической коллекции был приглашён известный финский учёный-археолог Тальгрен. Первоначально музей располагался в здании женской гимназии, а в 1921 году музей занял отдельное кирпичное двухэтажное здание, в котором и сейчас находится головной музей города. В годы Великой Отечественной войны музей стал музеем-хранилищем собраний Ленинградских пригородных дворцов-музеев: Петергофа, Царского Села, Ломоносова, Павловска, Гатчины. В послевоенные годы музей активно развивался, меняя при этом названия и открывая филиалы. В музейный комплекс входят: историко-краеведческий (головной) музей, художественно-выставочный комплекс «Дача Башенина» и дом-музей им. академика Н. В. Мельникова, «Дача Мощевитина — Детский музейный центр»[64].
  - Историко-краеведческий музей (Музей истории и культуры Среднего Прикамья) — не только старейший, но один из наиболее интересных и значительных музеев Удмуртии. Его собрание состоит из 21 коллекции, общей численностью более 200 тысяч единиц хранения.
  - Художественно-выставочный комплекс «Дача Башенина» — расположен в бывшем загородном доме городского головы, купца П. А. Башенина в окружении красивого старинного парка. Экспозиция знакомит с уникальной историей дома и его обитателей, а также представляет коллекцию живописи известных художников конца XIX-начала XX веков.
  - Дом-музей академика Н. В. Мельникова — единственный в России историко-биографический музей учёного-горняка, вошедший в музейный комплекс в 1987 году. Экспозиция размещена в двухэтажном деревянном доме, в котором проживала семья Мельниковых в первой четверти XX века. Традиционно в Доме-музее академика Н. В. Мельникова проводятся праздники народно-обрядового цикла: Рождество, Масленица, Пасха, Троица и другие.
  - «Дача Мощевитина — Детский музейный центр» — интерактивная музейная площадка, расположенная в бывшем загородном доме купца Мощевитина, где проводятся познавательно-игровые программы традиционной народной культуры.
- Музей трудовой славы радиозавода открыт 30 декабря 1977 года. Экспозиция музея представляет уникальные экспонаты, ставшие золотым фондом отечественного радиостроения: от приёмников ЭЧС-3 и СИ-235 до целой серии изделий знаменитой заводской марки «Урал». В собрании музея — комплексы радиосвязи «Арбалет», «Акведук» и другие[65].

## Достопримечательности

### Культовые и гражданские сооружения
- Здание Пожарной каланчи (1887 год) — единственное в Удмуртии и одно из немногих, сохранившихся в архитектуре Урала. Архитектор — Чарушин И. А.[66]. В феврале 2018 года на здании был открыт тактильный барельеф с изображением исторического объекта и надписью шрифтом Брайля, изготовленный мастерами из Златоуста. Это панно с рельефным изображением — одно из четырнадцати в рамках проекта для незрячих людей «Город на ощупь»[67].
- Дом купца Корешева (1907 год), построенный, согласно неподтверждённым данным, по проекту петербургского архитектора, похож на дворец. Во внешнем оформлении его использованы приёмы барочной архитектуры 18 века[66].
- Воскресенская церковь (1817 год), построенная на средства сарапульских купцов Ижболдиных, ранее была кладбищенской. Церковь, построенная в формах раннего классицизма, отличается оригинальностью планировочного решения. В 1995 году включена в перечень объектов исторического и культурного наследия федерального (общероссийского) значения[66].
- Дом купца Смагина (1910 годы) — высокое и большое каменное сооружение в стиле модерн по проекту Чарушина И. А.[66].
- Дача Башенина (1909 год) — причудливое здание с башней, выстроенное по проекту ярославского архитектора Трубникова П. А. В настоящее время является филиалом Сарапульского музея-заповедника[66].

### Памятники
- Памятник Надежде Дуровой (на месте дома, где когда-то жила семья сарапульского городничего — отца гусар-девицы) — открыт в июне 2013 года. Автором скульптурной композиция, представляющей собой фигуру кавалеристки-девицы верхом на верном коне Алкиде, является народный художник РФ Владимир Суровцев[68]. Ещё один памятник Надежде Дуровой (у здания головного музея Сарапульского музея-заповедника) скульптора Рината Валиуллина был открыт в мае 2013 года[69].
- Паровоз «ОВ-3705», доставивший в 1919 году голодающим рабочим Петрограда и Москвы свыше 80 тысяч пудов хлеба, установлен на привокзальной площади Сарапула в 1974 году[70].
- Самолёт МиГ-21, посвящённый основателям и ветеранам Сарапульского электрогенераторного завода, история которого началась в 1942 году с выпуска регулировочных коробок и авиагенераторов, установлен в 2012 году на площади перед заводской проходной[71].

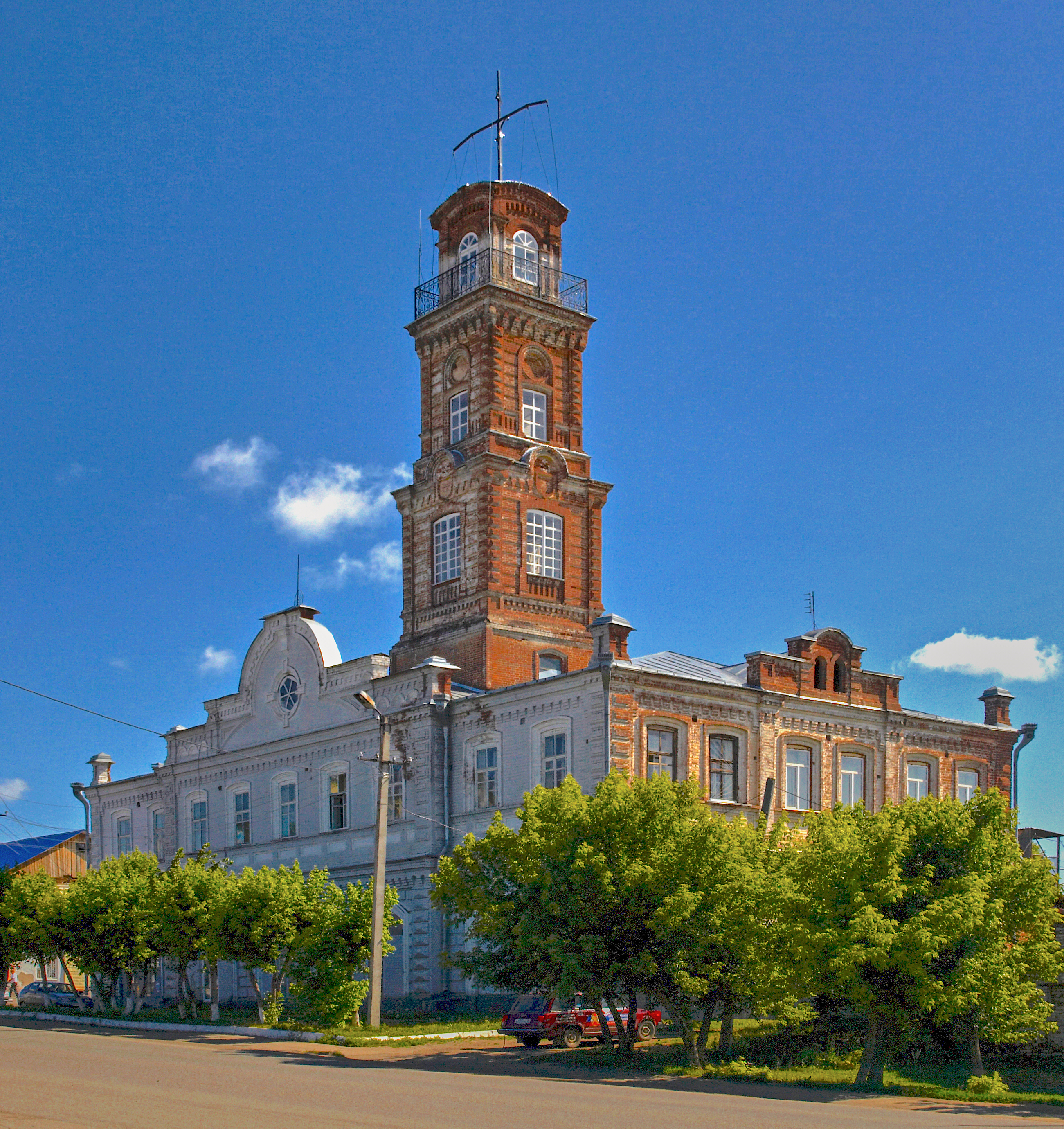
Пожарная каланча
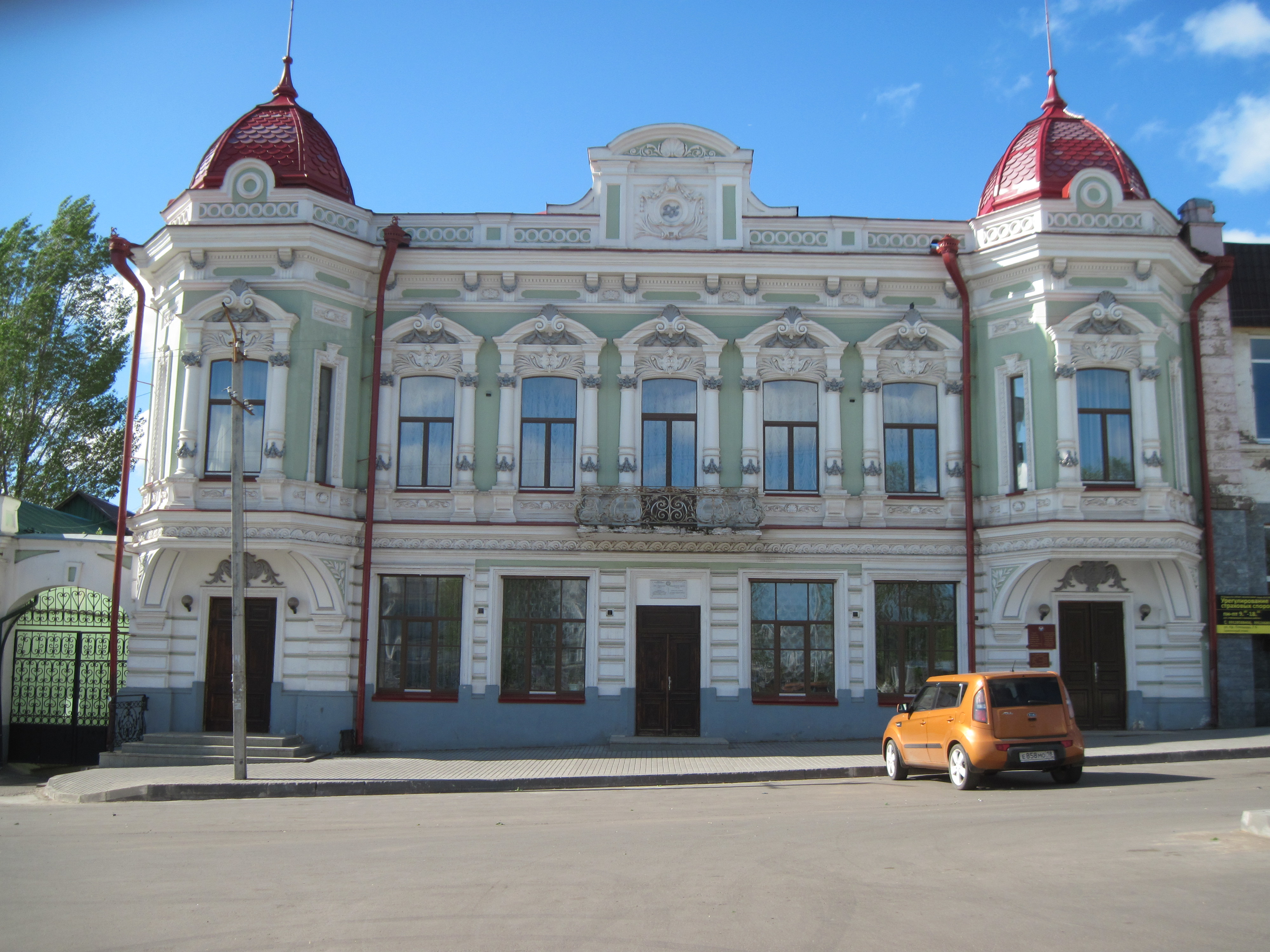
Дом купца Корешева
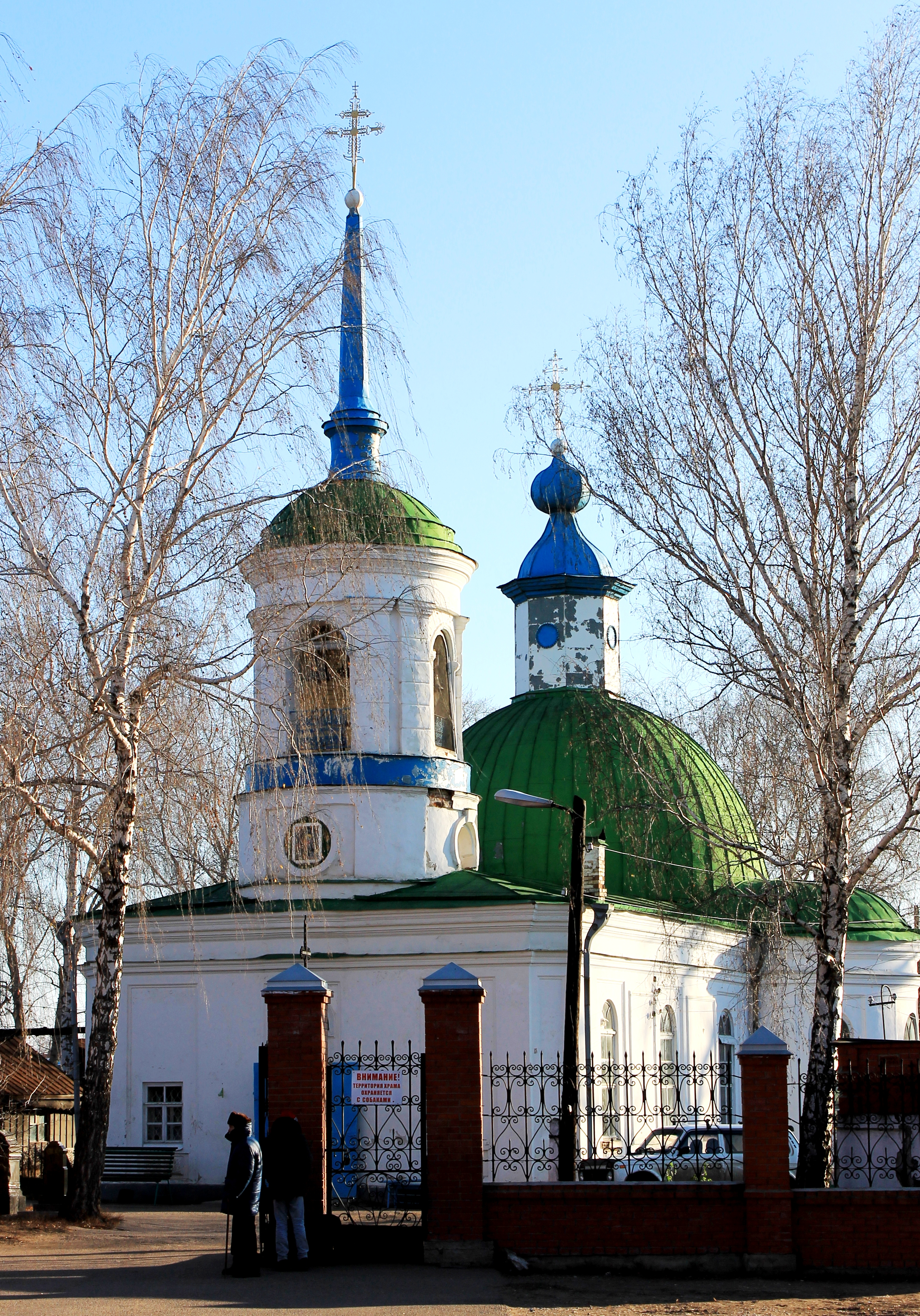
Воскресенская церковь
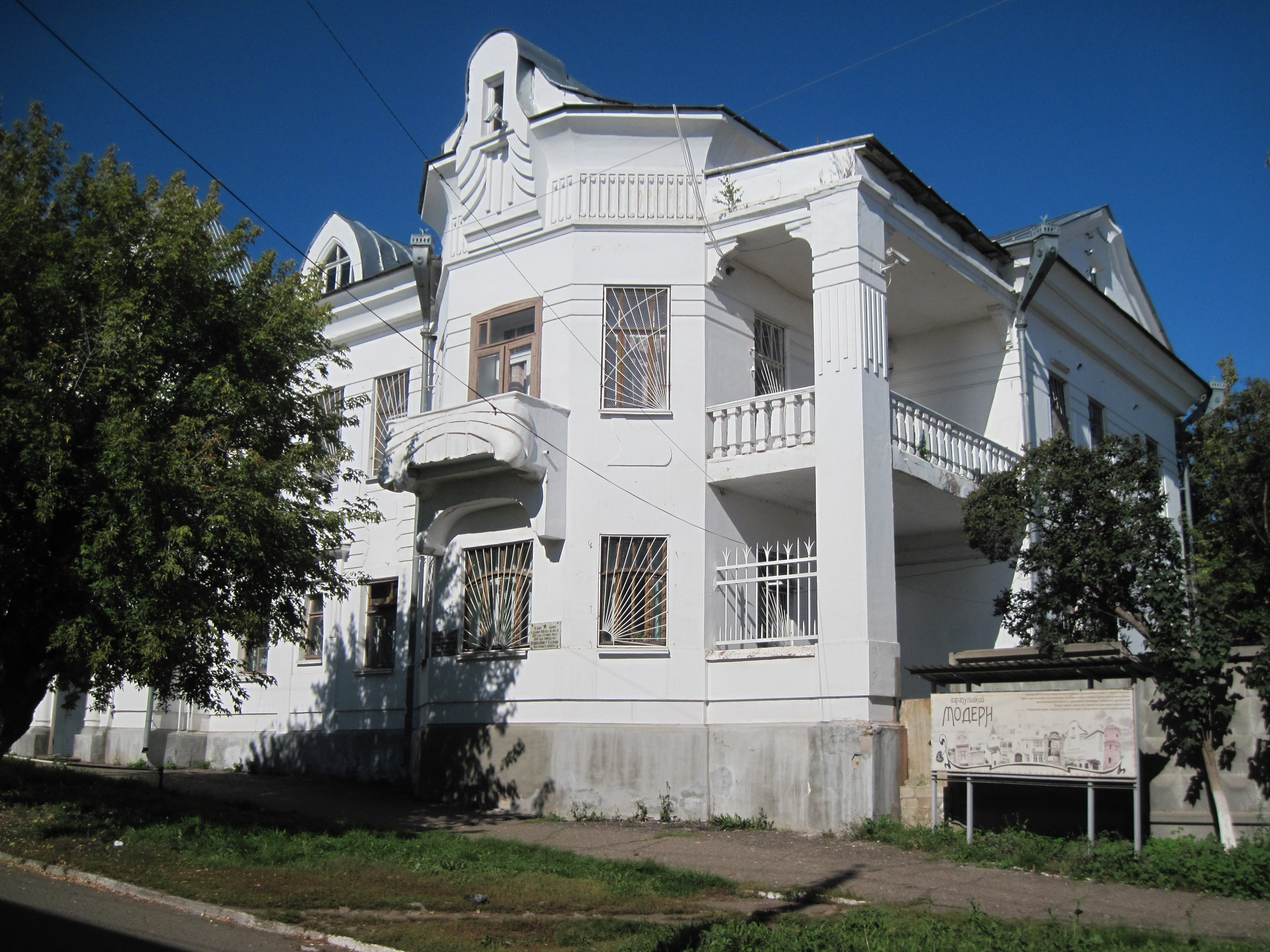
Дом купца Смагина
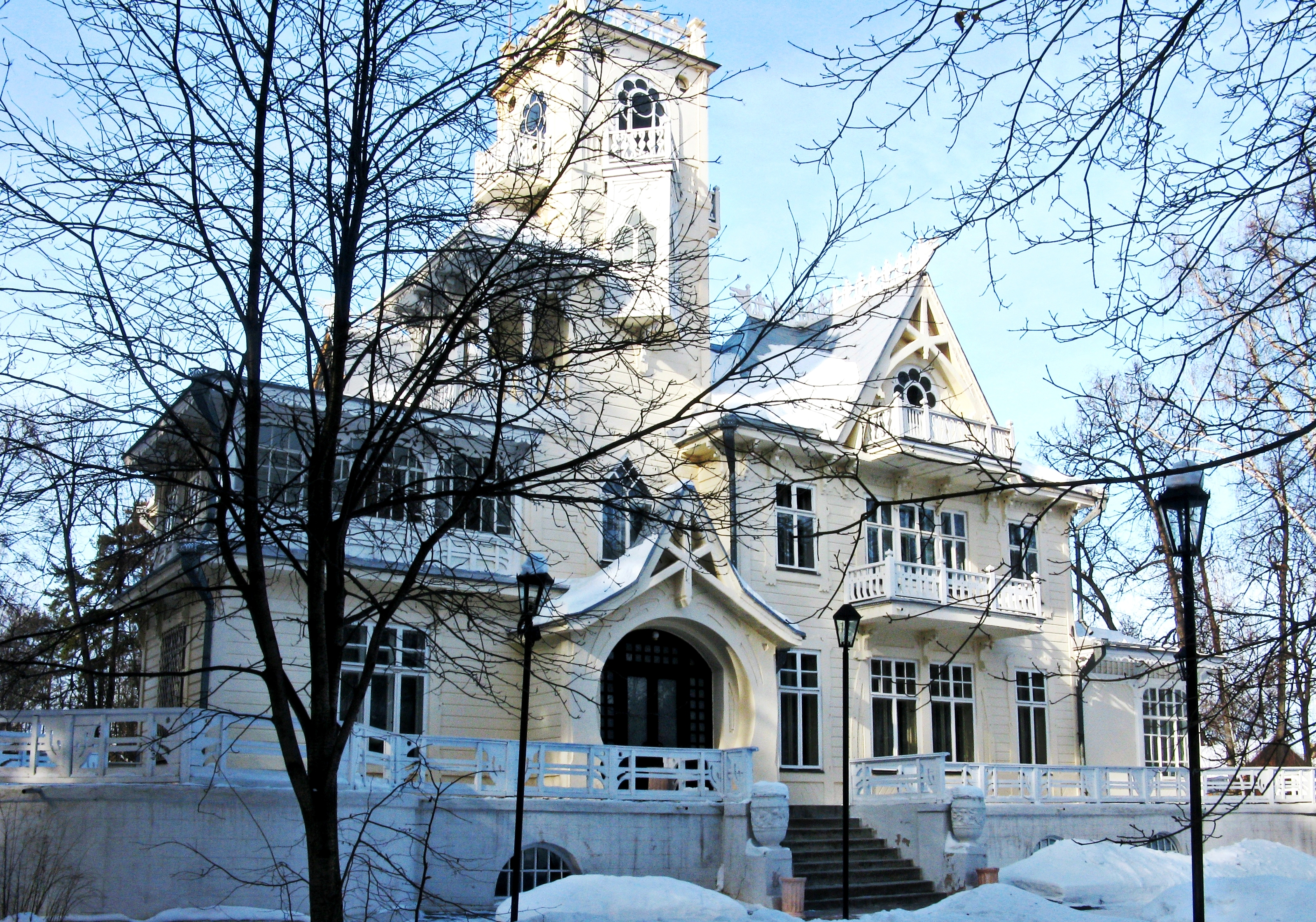
Дача Башенина
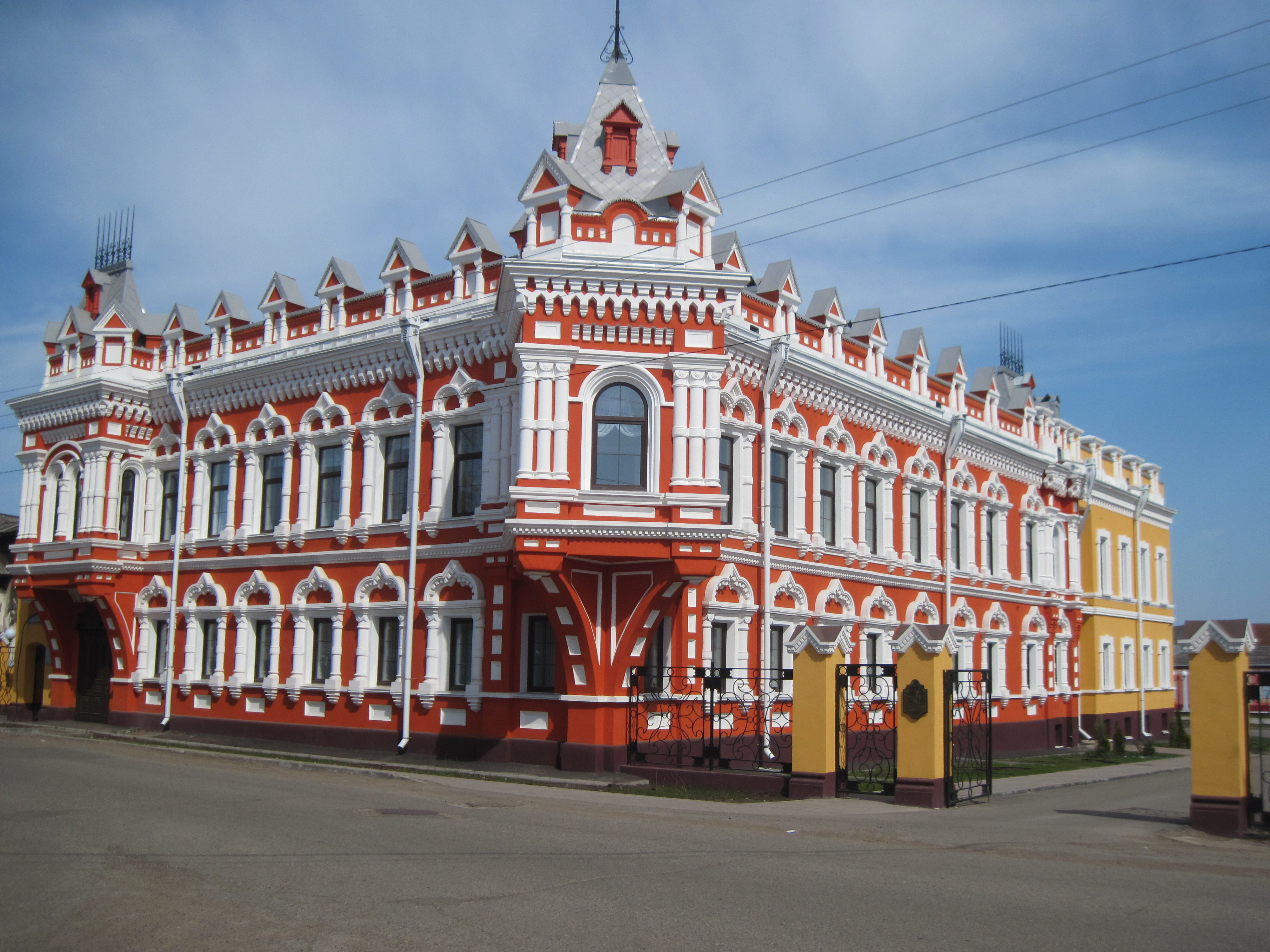
Дом Башенина
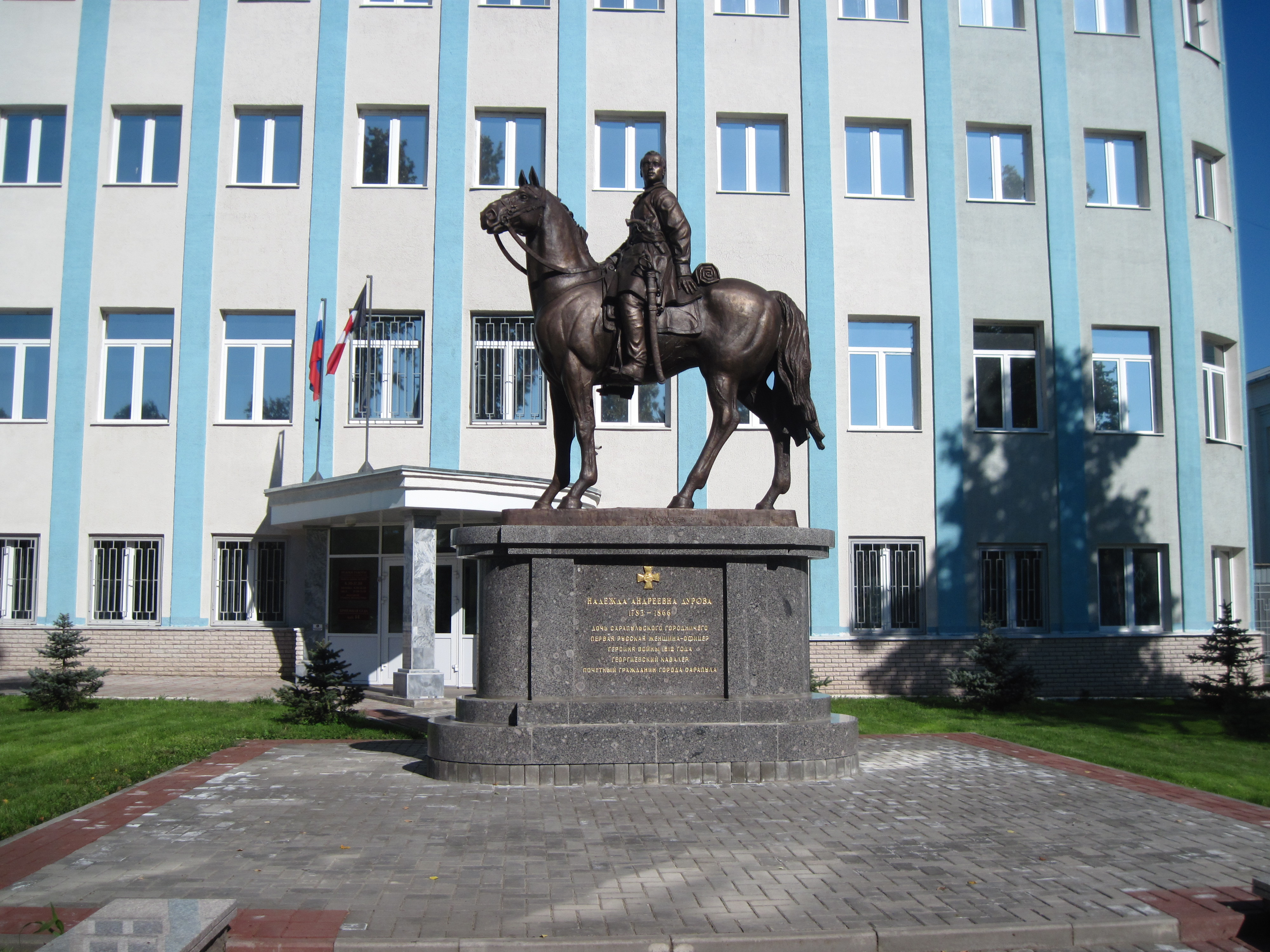
Памятник кавалерист-девице Надежде Дуровой
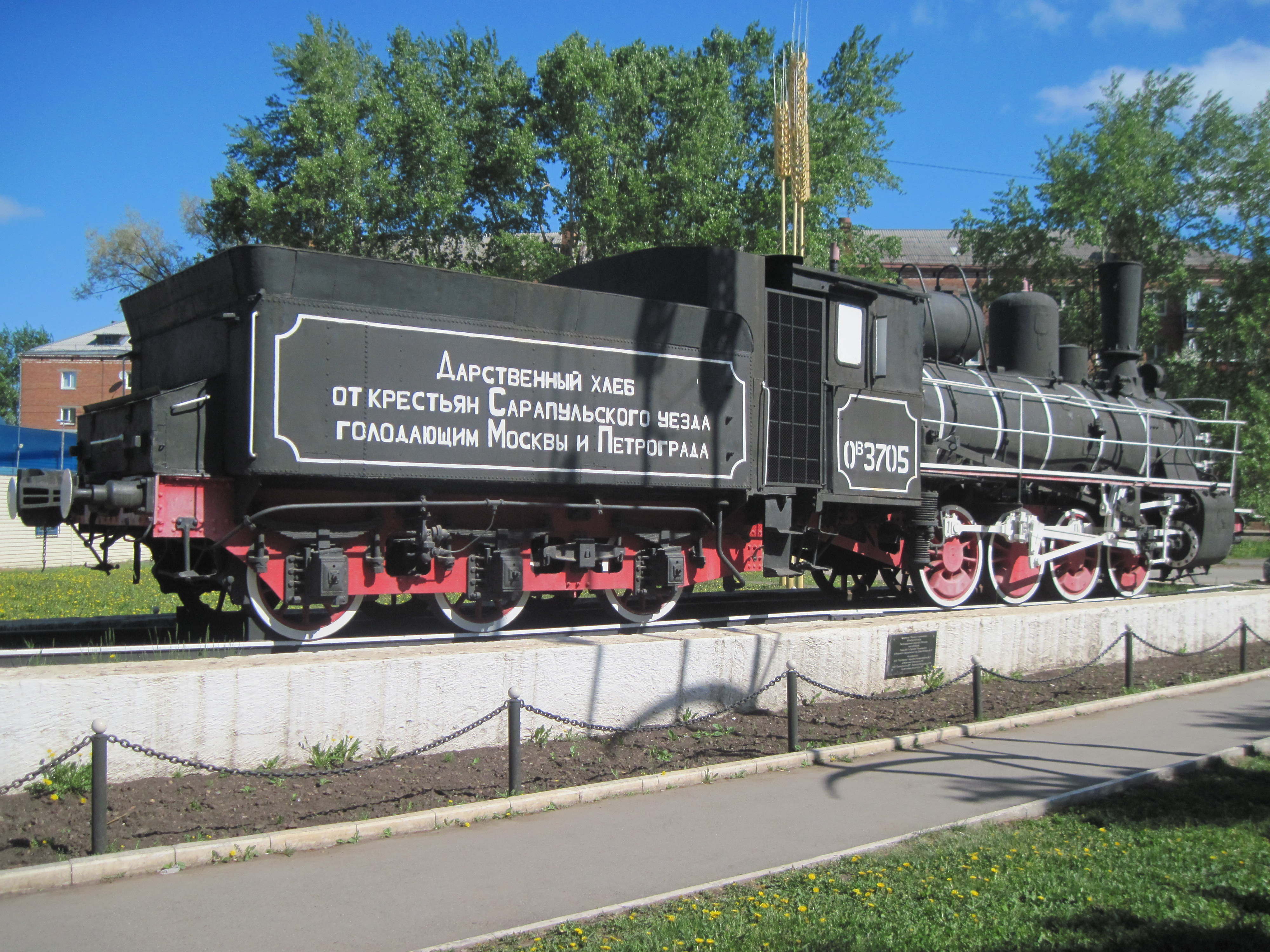
Памятник в виде паровоза в память о помощи голодающим
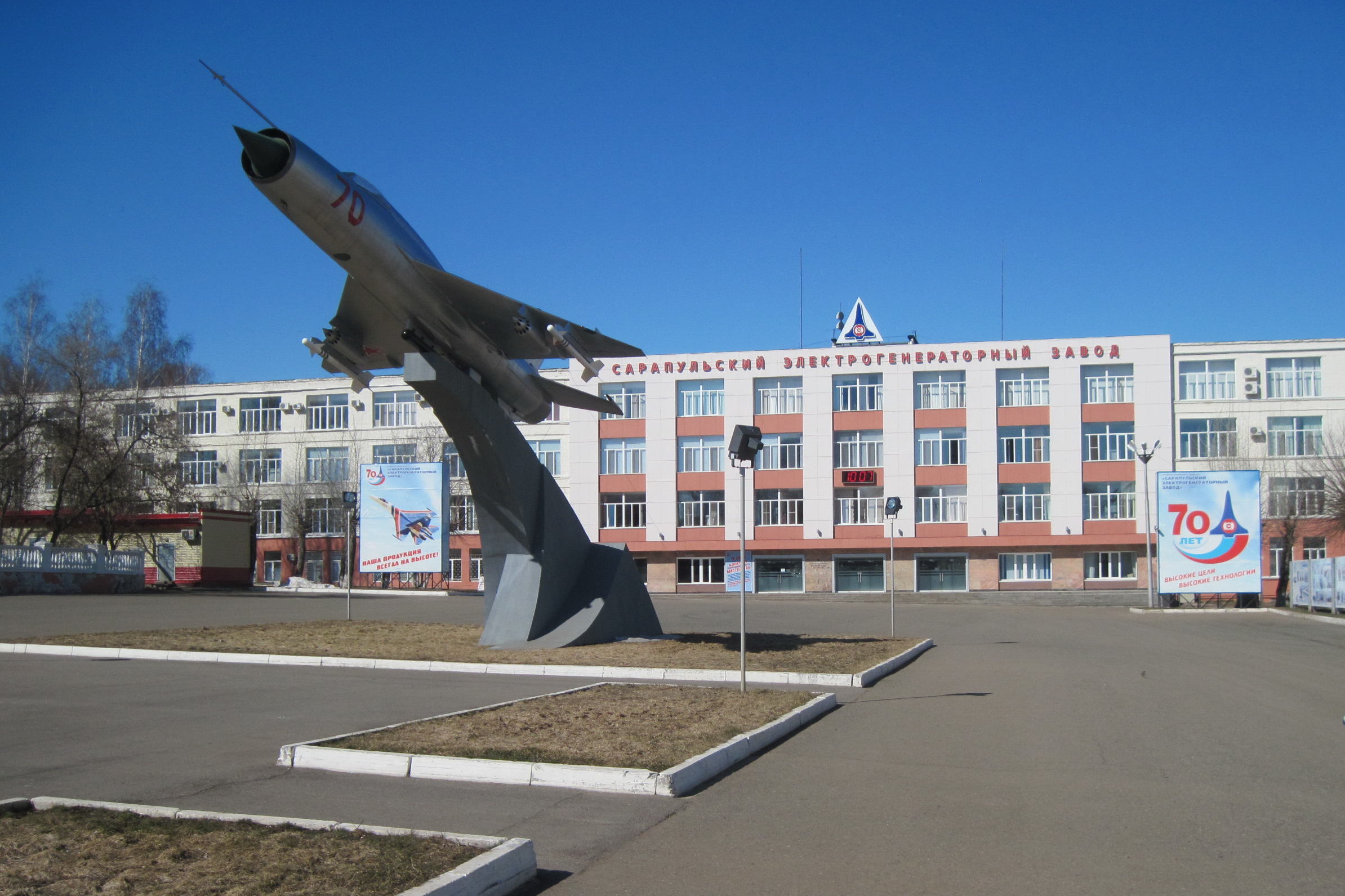
Памятник в виде МиГ-21 у здания СЭГЗ

## Средства массовой информации
Газеты, интернет-издания
- Газета «Красное Прикамье» (издаётся с 1919 года),
- Еженедельная общественно-политическая газета «Наше Время Удмуртия» (зарегистрирована 28 марта 2013 года),
- Газета «Фортуна 812» (издаётся с 1998 года),
- Газета «Сарапул»,
- Журнал «Вечерний Сарапул»,
- Интернет портал Сарапул Live,
- 1 января 1913 года начала издаваться газета «Кама»[59]

Телеканалы
- Первый канал,
- Россия 1 / ГТРК Удмуртия,
- ТНТ / Пятый океан,
- Пятый канал / Моя Удмуртия,
- ТВ Центр,
- СТС / Твой любимый.

Радиостанции
- Европа Плюс (90,3 МГц),
- Новое радио (93,0 МГц),
- Радио Ваня (94,2 МГц),
- DFM (94,8 МГц),
- Радио Комсомольская правда (96,4 МГц),
- Радио России / ГТРК Удмуртия (96,8 МГц),
- Радио Шансон (98,1 МГц),
- Comedy Radio (98,9 МГц),
- Радио Моя Удмуртия / Сарапульское радио (99,4 МГц),
- Русское Радио (100,3 МГц),
- Хит FM (101,6 МГц),
- Ретро FM (102,1 МГц),
- Радио Дача (102,6 МГц),
- Авторадио (104,0 МГц),
- Наше радио (105,9 МГц),
- Юмор FM (106,3 МГц),
- Радио Смородина (106,8 МГц),
- Радио ENERGY (107,4 МГц),
- Дорожное радио (107,8 МГц),

Интернет провайдеры
- Ростелеком Волга,
- Ойл-Телеком,
- MTC,
- МегаФон,
- Билайн,
- Теле2,
- Велес.

## Главы города
- с 1996 года по 2001 год — Берг, Роберт Эдмундович,
- с 2001 года по 2015 год — Наумов, Анатолий Фёдорович,
- с 22 сентября 2015 года по 2020 год — Ессен, Александр Александрович,
- c 19 ноября 2020 года — Шестаков Виктор Михайлович,

## Интересные факты
- Первые в РСФСР регулярные рейсы на внутренних авиалиниях начались в январе 1920 года полётами Сарапул — Екатеринбург — Сарапул на тяжёлом самолёте «Илья Муромец»[72].
- В Сарапуле были произведены детали первого советского самолёта «КОМТА» (сборка и полётные испытания осуществлялись в Москве).
- В начале войны из Петергофа сначала в Горький, а затем далее, в глубь страны — в Новосибирск и Сарапул, были отправлены на сохранение несколько эшелонов с музейными коллекциями. В их числе были так называемые петровские вещи, то есть экспонаты дворцов Монплезир, Марли, Эрмитаж, кроме того, дворцовые ткани, живопись, предметы Особой кладовой.
- В 1941 году в Сарапул из Ленинграда были эвакуированы коллекции Музея истории религии Академии наук СССР, где хранились все чудотворные иконы и мощи святых, изъятые у Русской Православной Церкви.
- В Сарапуле проходили съёмки фильма «Трам-тарарам, или Бухты-барахты» с А. Панкратовым-Чёрным, Б. Брондуковым, Е. Стычкиным, А. Булдаковым и Н. Аринбасаровой в ролях.
- В районе Сарапула проходили съёмки фильма «Волга, Волга» — режиссёр Григорий Александров, в ролях: Любовь Орлова, Игорь Ильинский. Мосфильм, 1938 г.
- В Сарапуле на территории Благовещенского монастыря были сняты сцены первого советского звукового фильма «Путёвка в жизнь» — режиссёр Николай Экк, в ролях: Виктор Лазарев, Владимир Уральский, Регина Янушкевич, Рина Зелёная, Георгий Жжёнов, Василий Качалов. Межрабпомфильм, 1931 г.
- Во время «прямой линии» с Владимиром Путиным был задан вопрос «Почему всё так хр*ново в Сарапуле?»[73]
- С незапамятных времён южная прибрежная часть Сарапула сильно страдала в период половодья от разливов Камы и Большой Сарапулки, подобно Венеции уходя под воду настолько, что передвижение было возможно лишь на лодках. В первом десятилетии XX в. набережные Камы и Сарапулки были укреплены от размыва, по всему городу прокопали сеть водоотводных канав, в нижней части города были осушены и засыпаны озёра и болотца, а также стекавшиеся в них ручьи. Река Большая Сарапулка в нижнем течении была пущена по новому руслу.
- В честь Сарапула назван астероид 26851 Sarapul[англ.]
- Сарапул был одним из центров проживания идишеговорящих евреев[74][75]. В их языке присутствовали заимствования из удмуртского и татарского языков.[76]
- В Сарапуле есть уникальная "Сарапульская гравитационная аномалия", на участке Ижевского тракта через 1, 6 км после Поселковой улицы, характеризуется тем, что если оставить автомобиль без ручника, то он поедет вверх по направлению движения

## Города-побратимы
- Елабуга (с 27 сентября 2018 года[77]).